# Gonostoma denudatum
Espèce
Gonostoma denudatum est une espèce de poissons téléostéens.